# Novooleksandrivka, Kirovohrad
Novooleksandrivka (în ucraineană Новоолександрівка) este localitatea de reședință a comunei Novooleksandrivka din raionul Kirovohrad, regiunea Kirovohrad, Ucraina.

## Demografie
Componența lingvistică a localității Novooleksandrivka
     Ucraineană (96,08%)
     Rusă (3,92%)
Conform recensământului din 2001, majoritatea populației localității Novooleksandrivka era vorbitoare de ucraineană (96,08%), existând în minoritate și vorbitori de rusă (3,92%).